# Mustapha B. Wadda
Alhaji Mustapha Baboucarr Wadda (* 1. Oktober 1930 in Bathurst; † 31. Januar 2010 in Banjul) war ein gambischer Politiker und ehemaliger Sprecher der Nationalversammlung (englisch Speaker of the National Assembly).

## Leben
Wadda war von 1997 bis zu seinem Ruhestand 2001 Sprecher der Nationalversammlung und gleichzeitig Leiter der öffentlichen Verwaltung (englisch Secretary General and Head of the Civil Service). Er gehörte der Partei Alliance for Patriotic Reorientation and Construction (APRC) an, deren Generalsekretär er zeitweilig war.
Im Alter von 79 Jahren verstarb Wadda im Royal Victoria Teaching Hospital.